# César Isella
César Isella (né à Salta, Argentine, le 20 octobre 1938 et mort le 28 janvier 2021) est un chanteur et auteur de musique folklorique argentine. Il a fait partie de Los Fronterizos (1956-1966) et a été une des figures du Movimiento del Nuevo Cancionero. Dans les années 1990, il a découvert et parrainé la chanteuse Soledad Pastorutti. Il est l'auteur notamment de la musique de la chanson Canción con todos (es), considérée par l'UNESCO comme l'hymne latino-américain.

## Biographie
Isella est né à Salta. À 7 ans, il est embauché pour rejoindre le casting de Hollywood Park, pour une tournée de dix jours dans la province de Salta. Deux ans plus tard, il a obtenu un score élevé lors d'un concours de chant hebdomadaire, remportant plus de sept semaines consécutives et atteignant le premier prix convoité : un ballon de football. 
En 1954, à 17 ans, Isella rejoint le groupe Los Sin Nombre (The Nameless), aux côtés de Thomas "Tutu" Campos, Javier E. Pantaleon, Luis Gualter Menu et Higa. Les deux premiers finissent par former Los Cantores del Alba (Les chanteurs de l'aube) et le troisième, Los de Salta. The Nameless est venu jouer avec Ariel Ramírez, lors d'une présentation à l'hôtel Salta.

## Discographie

### Singles
- Single Philips 83395PB

1. Canto Al Abuelo De Greda - 2:47
2. Tristeza Del Porque - 2:33

- Single Philips 83238-PB

1. Adiós En Diciembre - 2:22
2. Volveré Siempre A San Juan - 2:47

- Cesar Isella & Horacio Guarany Single Philips 83237 PB

1. Padre Del Carnaval - 2:39
2. Se Lo Llevó El Carnaval - 2:37

- Mensaje Single Doble, Philips 84207 PT

1. Pastor De Nubes - 3:03
2. Coplas Para La Muerte - 2:49
3. Canción Para Despertar A Un Negrito - 2:19
4. Luna De Córdoba - 3:01

### Albums

#### AvecLos Fronterizos

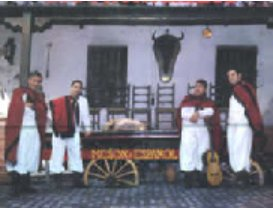
Photographie de la couverture de l'album Alta Fidelidad (1959), du groupe Los Fronterizos. Isella en a été membre de 1956 à 1965.

- Canciones de Cerro y luna, Vol. 2 (1957)
- Canciones de Cerro y luna, Vol. 3 (1958)
- En alta fidelidad'' (1959)
- Canciones de Cerro y luna, Vol. 4 (1960)
- Los grandes éxitos de Los Fronterizos (1960)
- Cordialmente Los Fronterizos (1960)
- Los Fronterizos (1961)
- El hechizo de Los Fronterizos (1962)
- Personalidad en folklore (1963)
- Coronación del folklore - avec Ariel Ramírez et Eduardo Falú - (1963)
- Voces mágicas (1964)
- Misa Criolla / Navidad Nuestra - dirigido por Ariel Ramírez - (1964)
- Color en folklore (1965)

#### Estoy de Vuelta(1968)
1. Zamba Del Carpintero - 3:20
2. Los Troperos - 2:28
3. Milonga Triste - 3:26
4. Coplera Del Prisionero - 3:04
5. La Volvedora - 2:52
6. Diciembre De Amor - 2:35
7. Zamba Para No Morir - 3:18
8. De La Arena Nace El Agua - 2:47
9. Para Mi Tristeza - 3:18
10. Elegia A Victoria Romero - 2:36
11. La Alejada - 2:41
12. Mi Pequeño Amor - 2:10

#### Solitario(1969)
1. Solitario - 2:53
2. Volveré Siempre A San Juan - 2:46
3. Uruguaya - 2:17
4. Quiero Ser Luz - 2:52
5. La Noche De Los Amigos - 2:21
6. Regalo De Amor - 2:02
7. Padre Del Carnaval - 2:21
8. Sargento Cabral - 1:46
9. Cuando Varela Viene - 2:52
10. Niña Azul - 2:54
11. Un Abrazo A Corrientes - 2:40
12. Canción Del Perdón - 2:47

#### America Joven I(1973)
1. Introducción - A Tejada Gomez - 0:59
2. América Joven - 2:50
3. Canción Para Despertar A Un Negrito - 2:19
4. Tropero De Sombras - 2:58
5. Luna Del Hachero - 3:01
6. Anillo Chapaco - 2:44
7. Pequeña Elegía - 2:58
8. Duendecito Guitarrero (Los Tucu Tucu) - 2:24
9. La Flor De Papa (Las Ñustas Del Cuzco) - 2:14
10. Doña Soledad (Alfredo Zitarrosa) - 2:55
11. Voy Pa' Mendoza (Los Cuatro Cuartos) - 2:37
12. Mi Destino (Amambay) - 3:58
13. Sed De Amor (Los Laikas) - 2:45

#### América Joven II(1973)
1. Canción Con Todos - 2:25
2. Huapango Torero - 4:08
3. Milonga De Andar Lejos - 2:55
4. Si Me Quedo Que Más Da - 2:23
5. Me Matan Si No Trabajo (Avec Daniel Viglietti) - 2:26
6. Cueca Del Caminante - 3:27
7. Hogar - 2:57
8. Canción De La Ternura - 2:40
9. Arriando - 2:24
10. Vea Patrón - 3:03
11. Canción Mixteca - 1:53
12. Guitarra En Luna Arada - 2:57

#### America Joven III(1973)
1. Ta llegando gente al baile - 1:37
2. La Patria Dividida - 2:15
3. Che Salvador - 3:49
4. Y caen - 2:02
5. Plegaria a un labrador - 2:29
6. Soneto 92 - 3:08
7. El condor vuelve - 3:10

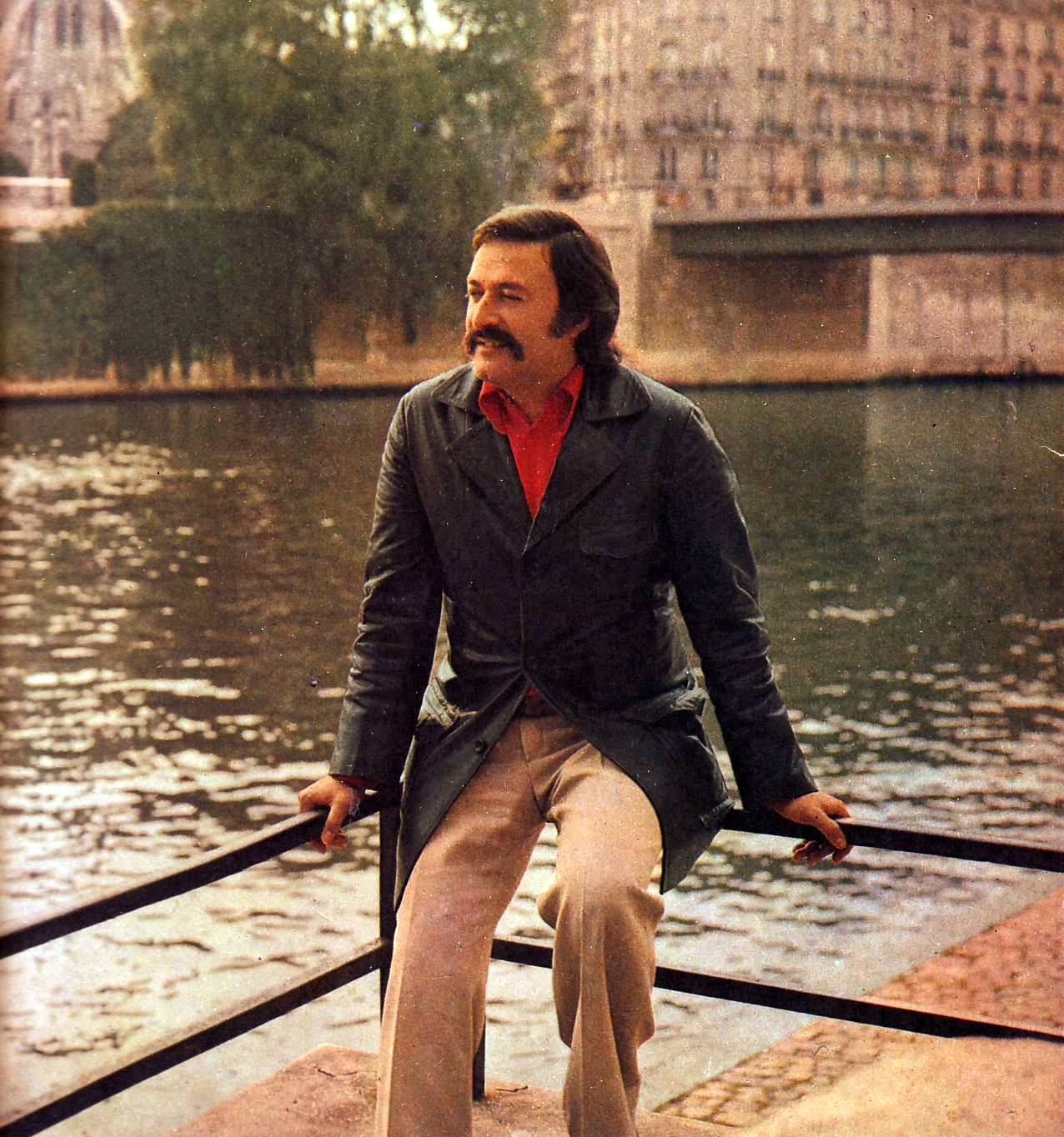
César Isella à Montmartre en 1975.

8. La Era esta pariendo un corazon - 3:47
9. Canción de lejos - 2:41
10. Guantanamera - 4:46
11. Levanta sobre la tierra - 2:58
12. Milico 'e pueblo - 3:07
13. Gente Humilde - 2:16
14. La Patria dividida (final) - 1:02

#### Juanito Laguna(1976)
Avec Cantoral et Ana D'Ana.
1. Coral Por Juanito Laguna [César Isella] - 1:26
2. Palabras [Antonio Berni] - 2:10
3. Juanito Laguna Se Baña En El Río [César Isella et Cantoral] - 3:14
4. Juanito Laguna Se Salva De La Inundación [Ana D'anna] - 3:52
5. Antonio Berni [César Isella] - 3:06
6. La Navidad De Juanito Laguna [César Isella et Ana D'anna] - 3:49
7. El Mundo Prometido A Juanito Laguna [César Iisella - 5:53
8. Juanito Laguna Remonta Un Barrilete [Ana D'anna] - 2:59
9. Juanito Laguna Ayuda A Su Madre [Cantoral] - 2:58
10. La Familia De Juanito Laguna [César Isella] - 2:55
11. Palabras [Antonio Berni] - 2:19
12. Coral Por Juanito Laguna - 1:33

#### Padre Atahualpa(1982)
1. Luna Tucumana - 3:24
2. Camino Del Indio - 4:07
3. Payo Solá - 2:52
4. No Me Dejes Partir Viejo Algarrobo - 2:29
5. Indiecito Dormido - 3:50
6. Leña Verde - 3:44
7. El Alazán - 3:19
8. Piedra Y Camino - 3:36
9. Nunca Jamás - 3:11
10. Chacarera De Las Piedras - 2:12
11. De Tanto Dir Y Venir - 4:22
12. Padre Atahualpa - 3:28

#### Canto a la poesía(1984)
Avec Víctor Heredia et le Cuarteto Zupay
1. Canción de caminantes (Walsh, M.)
2. Sube conmigo amor americano (Neruda-Heredia)
3. Cuando estoy triste (Sánchez-Pedroni)
4. Serenata para la tierra de uno (Walsh, M.)
5. Requiem de madre (Walsh, M.)
6. La muerte del mundo cae sobre mi vida (Neruda-Heredia)
7. Un día, un dulce día (Isella-Pedroni)
8. La cuna de tu hijo (Sánchez-Pedroni)
9. Mamá angustia (Sánchez-Pedroni)
10. Niña morena y ágil (Neruda-Heredia)
11. El pueblo victorioso (Neruda-Heredia)
12. Porque ha salido el sol (Neruda-Heredia)
13. Sábana y mantel (Walsh, M.)
14. Vals municipal (Walsh, M.)
15. El señor Juan Sebastián (Walsh, M.)
16. Viejo ciego (Neruda-Heredia)
17. Lavántate conmigo (Neruda-Heredia)
18. Cuerpo de mujer (Neruda-Heredia)
19. Palabra de mi esperanza (Isella-Pedroni)
20. Manuelita la tortuga (Walsh, M.)
21. Madre luz (Isella-Pedroni)
22. La patria dividida (Isella-Neruda)
23. Soneto 93 (Isella-Neruda)
24. Balada del Comudus Viscach (Walsh, M.)
25. Como la cigarra (Walsh, M.)

#### Necesarios(1988)
1. Necesarios - 3:49
2. De Ostracismos Y Destierros - 3:16
3. El Ser Humano - 3:09
4. El Amor Te Dejó - 3:27
5. Volver - 4:42
6. Un Amigo, Una Flor, Una Estrella - 2:21
7. Historia Completa - 3:16
8. Trova Cafayateña - 2:55
9. De La Nada A La Tonada - 3:33
10. Requienfa - 2:33
11. Córdoba Va - 3:07

#### La canción con todos(1991)
Album présenté par César Isella au bénéfice de l'Unesco. Arrangements et direction musicale par Oscar Cardoso Ocampo.
1. Canción Con Todos - Himno Latinoamericano (avec la participation de Astor Piazzolla, Atahualpa Yupanqui, César Isella, Guadalupe Pineda, Inti-Illimani, Jaïro, Joan Manuel Serrat, Lito Vitale, Manuel Mijares, Miguel Mateos, Osvaldo Pugliese, Pablo Milanés, Tania Libertad, du Cuarteto Zupay et du Coro Banco Provincia)
2. Razon De Vivir, par Tania Libertad
3. Recuerdo, par Osvaldo Pugliese et son orchestre
4. Bailando, par Inti-Illimani
5. Alfonsina y El Mar, par Manuel Mijares
6. Voy A Juntar Mis Pedazos, par Miguel Mateos
7. Verano Porteno, par Astor Piazzolla et son Quintero
8. La Estancia Vieja, par Atahualpa Yupanqui
9. Abecedé, par Cesar Isella
10. Canción Con Todos, par Lito Vitale

#### Homenaje a Zitarrosa X Cesar Isella(1991)
1. Doña Soledad [Canta A. Zitarrosa - Coros C. Isella] - 3:03
2. Qué pena - 3:23
3. El violín de Becho - 3:58
4. Crece desde el pie - 3:01
5. Si te vas - 3:11
6. Réquiem para un amigo - 2:39
7. Milonga para una niña - 3:16
8. Pa'l que se va - 1:48
9. Zamba por vos - 4:03
10. Nene patudo - 3:47
11. Adagio en mi país - 4:17
12. La soberbia del silencio - 2:40

#### La Historia(2002)
1. Canción De Las Simples Cosas - 4:05
2. Canción De Lejos - 2:47
3. Canción De La Ternura - 2:37
4. Fuego En Anymaná - 3:13
5. Cantor De Oficio - 3:42
6. El Huso - 4:05
7. Solitario - 2:51
8. Zamba Del Carpintero - 3:12
9. Canto A La Poesía - 2:14
10. Un Amigo, Una Flor, Una Estrella - 2:52
11. Maternidad - 2:38
12. La Cuna De Tu Hijo - 2:30
13. Cuando Estoy Triste - 2:35
14. Canción Del Forastero (Vivo) - 3:28
15. Te Recuerdo Amanda - 3:36
16. Canción De La Partida - 4:10
17. Mi Pequeño Amor - 2:09
18. Resurrección De La Alegría - 3:19
19. Padre Del Carnaval - 2:29
20. Canción Con Todos - 2:17

#### 50 años de simples cosas(2007)
1. Diablero (Zamba) (Invit : Chaqueño Palavecino)
2. Resurrección de la alegría (Chanson) (Invit : J. M. Serrat)
3. Noticia para viajeros (Chanson) (Invit : León Gieco)
4. Mi burrito cordobés (Bailecito) (Invit : J. C. Saravia)
5. América joven / Hombre en el tiempo
6. Levántate y canta (Tango-Chanson) (Invit : Adriana Varela)
7. La Mamancy (Huayno) (Invit: Zamba Quipildor - Los Laikas)
8. El amor te dejó (Candombito) (Invit : Teresa Parodi)
9. La Omha (Chanson) (Inv : Los Sin Techo (Gentes De La Calle))
10. Ojalá (Chanson) (Luciana Isella)
11. Corazón guitarrero (Zamba) (Invit : Los Saraseños)
12. Soneto 93 (Chanson)
13. Canción de lejos (Zamba) (Invit : Fer Isella)